# Bandari Football Club
Actualités
Le Bandari Football Club est un club kenyan de football basé à Mombasa, fondé en 1986. 

## Palmarès
- Coupe du Kenya (2)
  - Vainqueur en 2015 et 2019
  - Finaliste en 1986

- Supercoupe du Kenya (1)
  - Vainqueur en 2016